# Penipe (kanton)
Penipe – kanton w Ekwadorze, w prowincji Chimborazo. Stolicą kantonu jest Penipe.